# Banvakten
Banvakten (danska: Banevogteren, landsbyen Ring) är en oljemålning från 1884 av den danske konstnären Lauritz Andersen Ring. Målningen tillhör Nationalmuseum i Stockholm. 
Ring skildrade ofta landskapet och livet på den danska landsbygden. Målningen visar en banvakt som står vid den då nybyggda järnvägen vid den lilla byn Ring på södra Själland. Konstnären var född i byn och tog 1881 sitt efternamn efter den.
Målningen inköptes av Nationalmuseum för 7500 kronor år 1951. Den hade då under många år varit i släkten Vimmers ägo och varit nära nog bortglömd. 